# Isserteaux
Isserteaux ist eine französische Gemeinde mit 422 Einwohnern (Stand: 1. Januar 2022) im Département Puy-de-Dôme in der Region Auvergne-Rhône-Alpes. Sie gehört zum Arrondissement  Clermont-Ferrand und zum Kanton Billom (bis 2015: Kanton Saint-Dier-d’Auvergne).

## Geographie
Isserteaux liegt etwa 27 Kilometer ostsüdöstlich von Clermont-Ferrand im Regionalen Naturpark Livradois-Forez. Umgeben wird Isserteaux von den Nachbargemeinden Montmorin im Norden, Fayet-le-Château im Osten und Nordosten, Saint-Jean-des-Ollières im Osten, Sugères im Süden, Manglieu im Südwesten, Sallèdes im Westen sowie Saint-Julien-de-Coppel im Westen.

## Weblinks

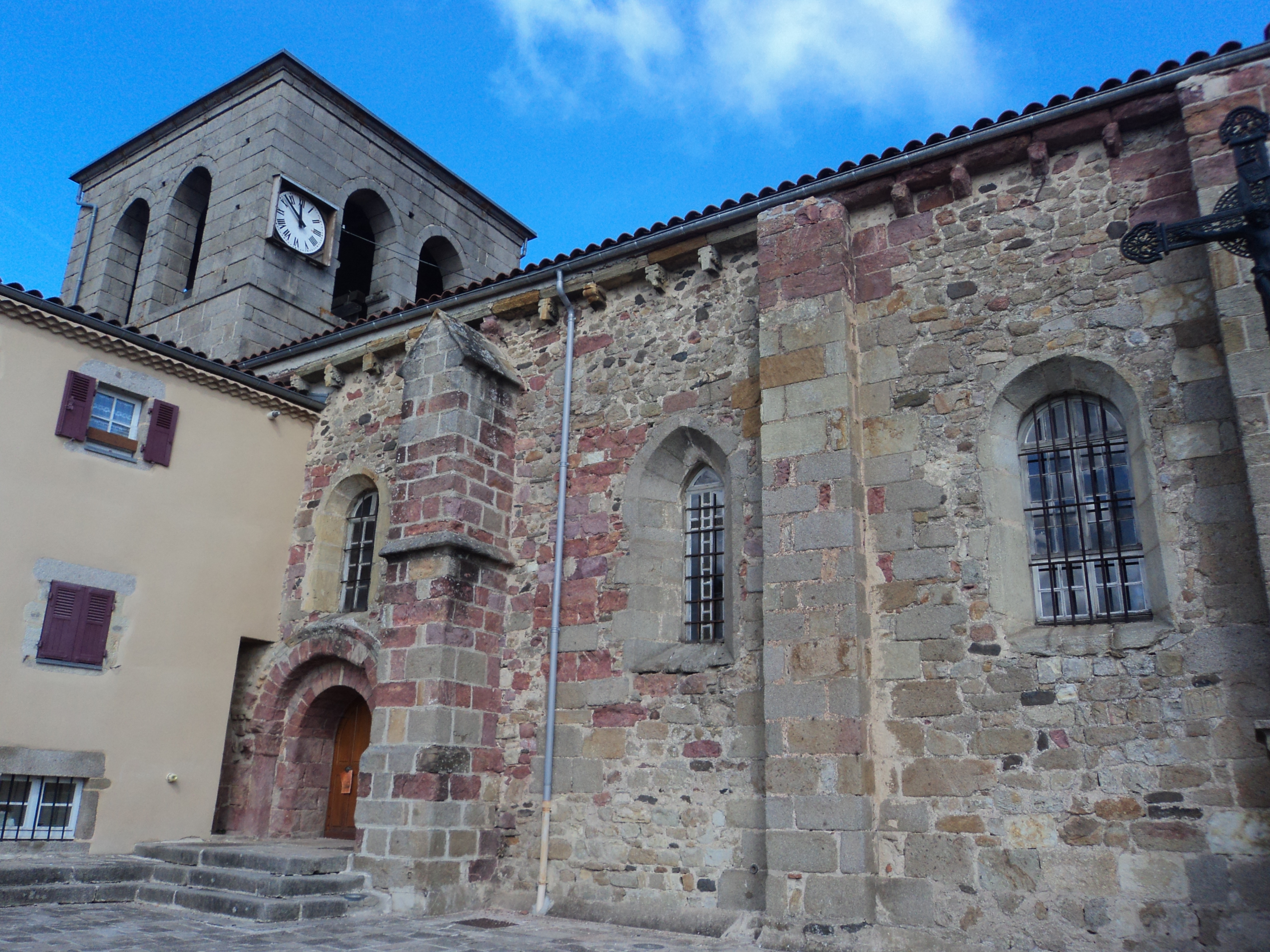
Kirche Saint-Pierre

## Bevölkerungsentwicklung
| Jahr                       | 1962 | 1968 | 1975 | 1982 | 1990 | 1999 | 2006 | 2013 |
| Einwohner                  | 394  | 360  | 336  | 316  | 303  | 327  | 398  | 413  |
| Quellen: Cassini und INSEE |      |      |      |      |      |      |      |      |

## Sehenswürdigkeiten
- Kirche Saint-Pierre